# Fernando J. Rosales Juárez
Fernando Jorge Rosales Juárez (Monterrey, Nuevo León; 23 de abril de 1936) es un biólogo marino mexicano, especializado en estudios de fauna de acompañamiento en la pesca de camarón en el Golfo de California. Es uno de los biólogos fundadores del Instituto Nacional de la Pesca , fue partícipe en la conformación de Centros Regionales de Investigación Pesquera de la misma institución, y el primer director la estación de Guaymas, Sonora. Destaca en sector pesquero por sus importantes aportaciones a la investigación de Totoaba y Vaquita Marina.

## Formación Académica
Estudió la Licenciatura de Biología en la Facultad de Ciencias Biológicas la Universidad Autónoma de Nuevo León (UANL) en 1972. En 1986 recibe su título de Maestro en Ciencias Biológicas por la Universidad Nacional Autónoma de México (UNAM). 

## Investigación
En 1963 inicia su labor de investigación pesquera en la entonces Estación de Biología Pesquera en el puerto de Mazatlán, Sinaloa. Como responsable de los primeros trabajos de análisis de la fauna de acompañamiento de camarón de alta mar en costas oriental del Golfo de California. De 1965 a 1970, de 1974 a 1977 y de 1993 a 1997 ocupó la jefatura de la Estación de Biología Pesquera en Guaymas, Sonora. Es a lo largo de estos periodos cuando estudia la fauna ictiológica del Alto Golfo de California, especialmente enfocada al conocimiento biológica de la Totoaba (Cynoscion macdonaldi).

## Trayectoria

### Dentro del Instituto Nacional de Pesca
Como resultado de las peticiones unánimes por todos actores del sector pesquero ante el general Abelardo L. Rodríguez y el almirante Antonio Vásquez del Mercado, durante una gira realizada por todo el país en 1962, al inaugurarse el funcionamiento de Comisión Nacional Consultiva de Pesca (CNCP), se toma la decisión de crear un Instituto de Investigaciones Biológico Pesqueras. Ese mismo año, se le brindó al biólogo Rodolfo Ramírez el apoyo político para la creación de dicho Instituto que se convertiría el brazo científico y técnico de la administración pesquera mexicana. Muy pronto, con el apoyo económico de la CNCP se inició la construcción de cuatro estaciones de biología pesquera: Ensenada y Salina Cruz en el Pacífico; Tampico y Campeche en el Golfo de México. El biólogo Fernando Rosales fue designado como responsable del establecimiento de la cuarta estación que se establecería en el puerto de Guaymas, Sonora.
Para las instalaciones, solicitó que se importaran de Estados Unidos casas prefabricadas que se ubicaron en la Calle 20 de la Colonia La Cantera, donde aún permanece y que después se renombraría como Centro Regional de Investigación Pesquera (CRIP) que tendría como primer director a Rosales.
Al fin de la primera década de fundación del INAPESCA, ya se contaba con 10 estaciones pesqueras y 2 estaciones piscícolas. El Maestro Rosales ubicó una subestación de estas en Mazatlán, Sinaloa. de la cual el Biol. Héctor Chapa Saldaña tomó dirección, dejando como responsable de la estación Biol. Roberto Mercado. Esta primera estación fue la primera en instalarse en el Pacífico, ubicada en la Casa del Marino.
Para 1964, el CRIP de Guaymas contaba con 3 importantes proyectos de investigación: el primero de estos fue el proyecto de que desde 1962 fue conducido por el biólogo Fernando Rosales y por su esposa, María Concepción Rodríguez de la Cruz. En el marco de su 40° aniversario de labor ininterrumpida, el CRIP publica una recapitulación histórica en la que Fausto Paredes, su fundador, recuerda a Fernando Rosales y su esposa: "...al tiempo, los esposos Rosales-Rodríguez de la Cruz se fueron a la Ciudad de México y terminó una etapa importante en la vida institucional del CRIP…". 
En el año 1970 fungió como Jefe Estatal de Pesca en el estado de Sonora hasta el año 1973, donde desempeña la Coordinación de Investigaciones Pesqueras y Supervisión de Personal, Jefe de Departamento de Pesquerías Artesanales del Pacífico mexicano, y Subdirector de Coordinación y Programación.

### Publicaciones
Durante su trayectoria participó en numerosos congresos y simposios tanto naciones como internacionales. Publicó al menos 30 publicaciones, entre ellas: Con respecto a fauna de acompañamiento, "Contribución al conocimiento de la fauna de acompañamiento del camarón en altamar frente a las costas de Sinaloa, México" (1976). También, como resultado de sus investigaciones con especímenes de Totoaba recolectados: "Estado actual del conocimiento sobre la totoaba" (1987) con Esperanza Ramírez; "Intrinsic rebound potential of the endangered (Totoaba macdonaldi) population, endemic to the Gulf of California, México" (2013) en conjunto con J. Fernando Márquez-Farías; Finalmente, con respecto a a Camarón: "El camarón del noroeste de México Informe Técnico del Instituto Nacional de la Pesca" (1976) con M. Concepción Rodríguez de la Cruz.